# Bogdan Walewski
Bogdan Zenon Walewski właśc. Bogdan Płotka (ur. 2 czerwca 1932 Wilamów, zm. ?) – polski dyplomata i szpieg CIA. 

## Życiorys
Walewski urodził się 2 czerwca 1933 we wsi Wilamów w województwie łódzkim, w rodzinie Marcelego Płotki i Stefanii z domu Kaczorowskiej. Dzieciństwo i młodość spędził w Łodzi, gdzie w 1952 ukończył Technikum Handlu Zagranicznego.
W ramach wyróżnienia, jako aktywista Związku Młodzieży Polskiej, po ukończeniu szkoły średniej podjął studia w Moskiewskim Państwowym Instytucie Stosunków Międzynarodowych. Tam przypuszczalnie został zwerbowany przez KGB.
W 1958 jako tłumacz Międzynarodowej Komisji Nadzoru i Kontroli wyjechał do Wietnamu. W Sajgonie pod kontrolą radzieckiego wywiadu został zwerbowany przez etatowego pracownika CIA, po podpisaniu zobowiązania do współpracy, przyjmując pseudonim „Bob Walters”. Po powrocie do Polski na początku 1961 został przyjęty do pracy w MSZ, skąd został skierowany na stypendium na Uniwersytecie Columbia. Przed wyjazdem zobowiązał się do współpracy z polskim wywiadem, otrzymując pseudonim „Zenon”. W Stanach Zjednoczonych podjął współpracę z CIA. Przekazywał raporty rezydentowi polskiego wywiadu w ambasadzie, przedstawicielom KGB i CIA. W 1963 wrócił do Polski, został starszym radcą w MSZ. Informacje pozyskane w trakcie tłumaczeń w czasie wizyt i dostępu do tajnej dokumentacji przekazywał, za pomocą martwych skrzynek kontaktowych w Warszawie, pracownikom CIA. 
W 1964 został skierowany do przedstawicielstwa PRL przy ONZ w Nowym Jorku. Ponownie podjął współpracę z SB pod pseudonimem „Janczar”. Raporty przekazywał zarówno polskiemu wywiadowi, jak i KGB i CIA, od każdego otrzymując gratyfikacje pieniężne. Działalność szpiegowska doprowadziła Walewskiego do zaburzeń psychicznych, zaczął nadużywać alkoholu i zmuszony był zwrócić się o przeniesienie na powrót do kraju. 
W latach 1974–1977 był wicedyrektorem Polskiego Instytutu Spraw Międzynarodowych. Raporty dla CIA przekazywał w trakcie wyjazdów na przeglądy zakupionego w USA samochodu marki Mercedes, które odbywały się za granicą (głównie w Wiedniu).
Wiosną 1977 został przeniesiony na stanowisko I sekretarza ambasady w Moskwie, a po powrocie z placówki wiosną 1980 został naczelnikiem w departamencie konsularnym MSZ. Po niecałym roku został ujęty na gorącym uczynku przez kontrwywiad podczas fotografowania tajnej dokumentacji za pomocą sprzętu otrzymanego przez Amerykanów. 18 marca 1981 przeprowadzono rewizje w wynajmowanej przez Waleskiego kawalerce przy ulicy Inflanckiej w Warszawie oraz w miejscu pracy i zabezpieczono szereg materiałów i narzędzi związanych z pracą szpiegowską. Wobec ewidentnych dowodów przyznał się do szpiegostwa już na pierwszym przesłuchaniu. Przesłuchania trwały od 18 marca 1981 do 6 stycznia 1982. Został osądzony i 13 lutego 1982 skazany na 25 lat pozbawienia wolności. Jego obrońcą był Maciej Dubois. Prokurator wnosił o karę śmierci.

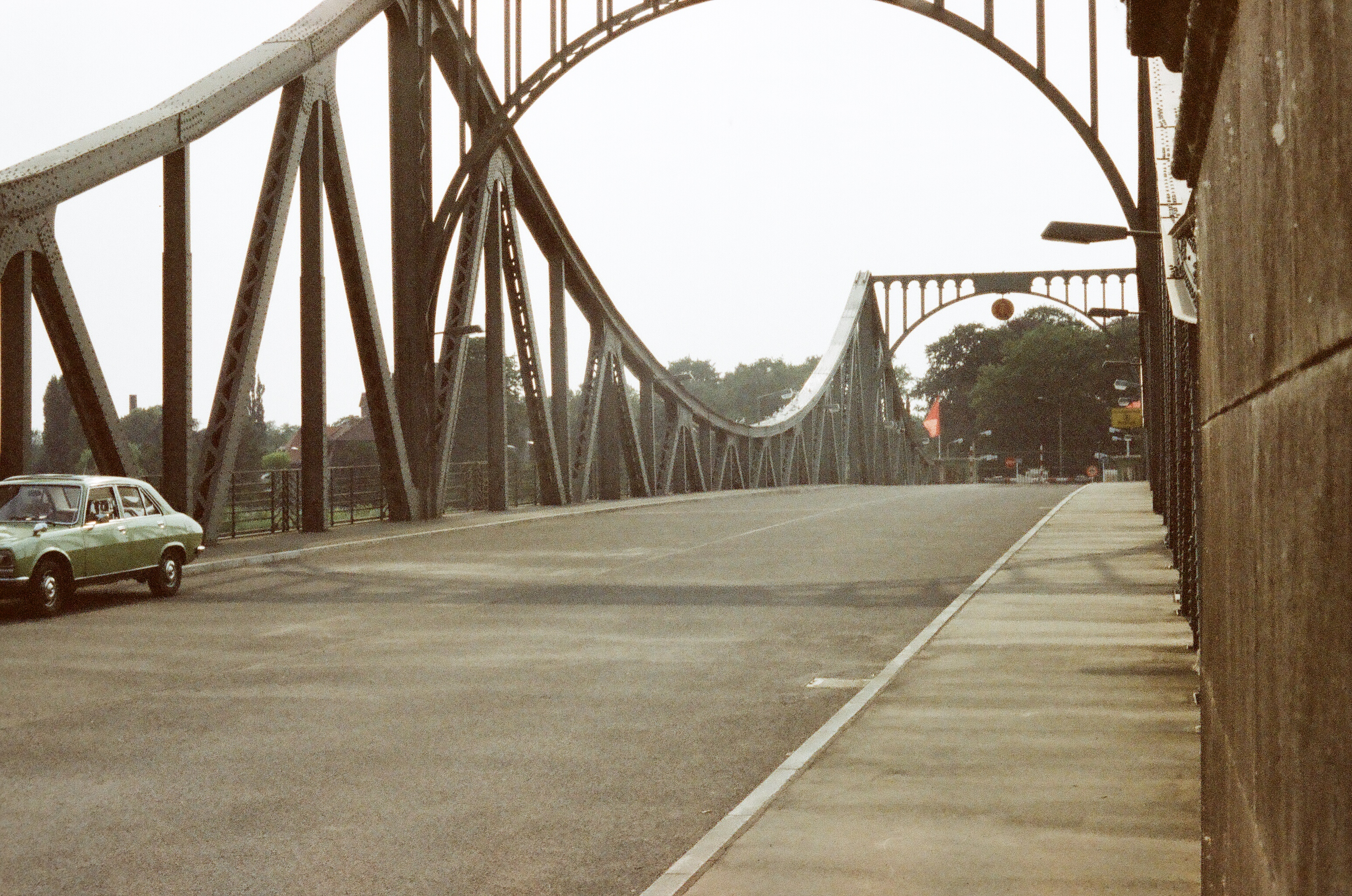
Most Glienicke (widok w 1987)

11 czerwca 1985 na moście szpiegów (łączącym Berlin Zachodni z Poczdamem) został wymieniony wraz z 24 innymi szpiegami na Mariana Zacharskiego i trzech innych agentów wywiadu. Następnie mieszkał w USA, m.in. pracował w Jamestown Foundation, wspierającej uciekinierów ze Związku Sowieckiego.
W 1984 Henryk Piecuch wydał książkę Portret szpiega będącą sfabularyzowanym opisem działalności Walewskiego.
Według relacji Leszka Chrósta zmarł kilka lat przed 2018